# Xanthomelaena schematias
Xanthomelaena schematias là một loài bướm đêm trong họ Crambidae.